# James Oliver Curwood

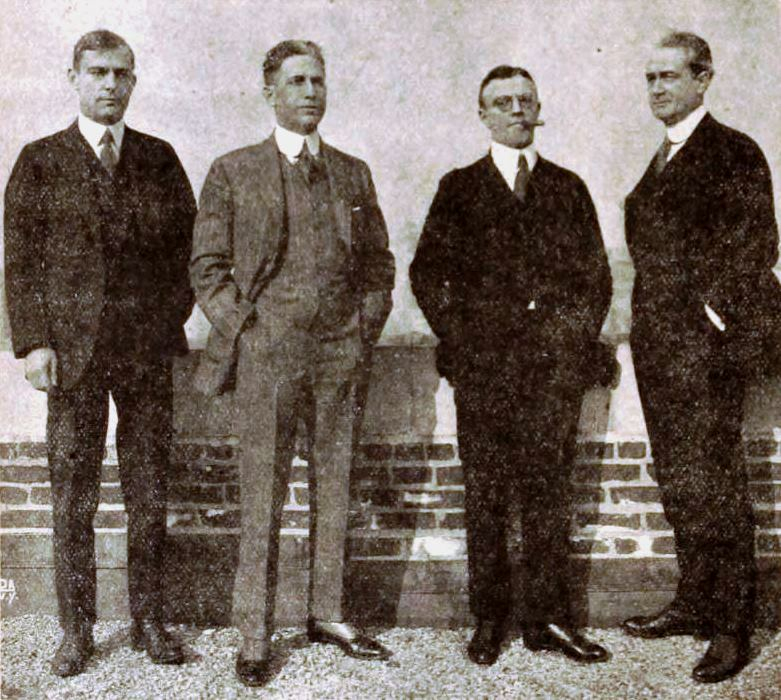
E. B. Johnson, James Oliver Curwood (segundo por la izquierda), Harry O. Schwalbe y David Hartford en 1920.

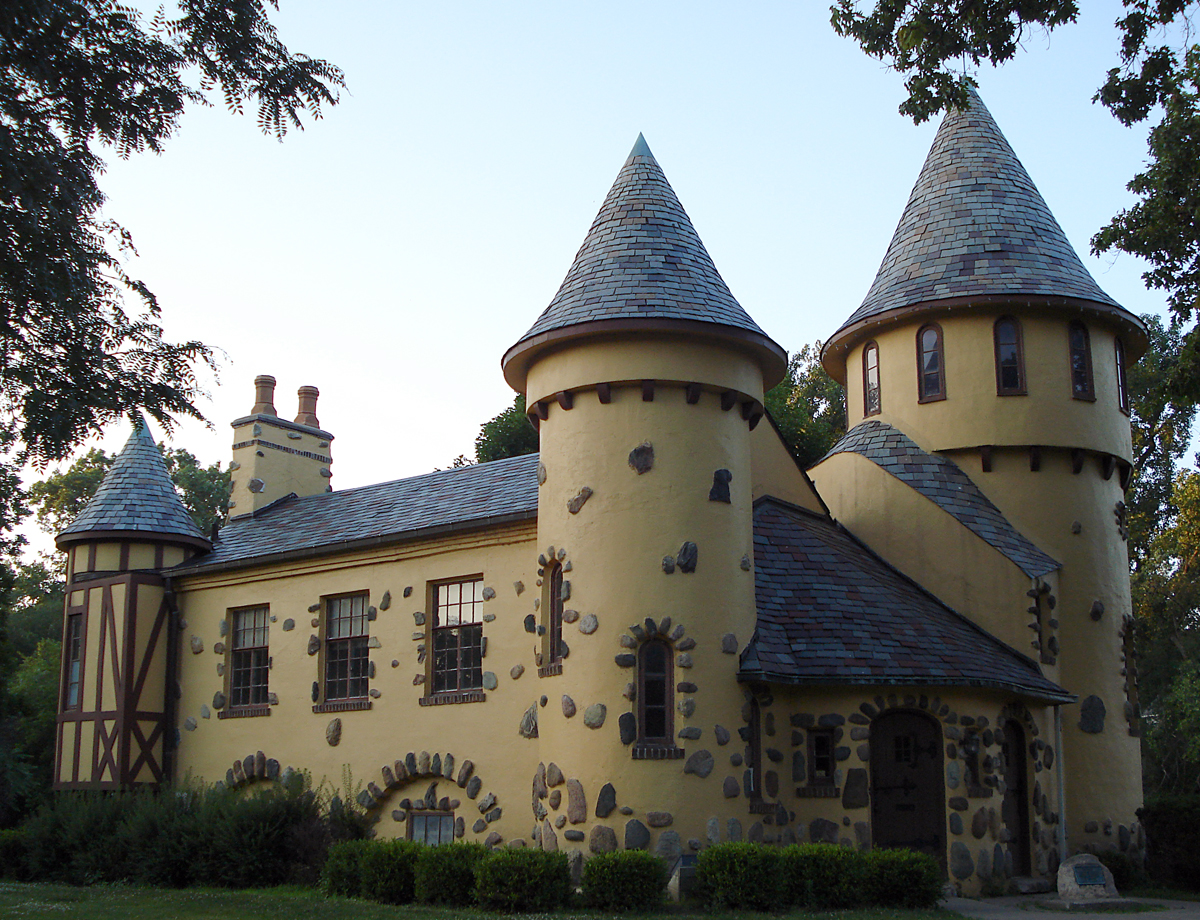
Castillo de Curwood, habitual residencia de James Oliver Curwood y actualmente convertida en museo

James Oliver Curwood (Owosso, Míchigan, 12 de junio de 1878 - íd., 13 de agosto de 1927) fue un narrador, periodista y conservacionista estadounidense. 

## Biografía

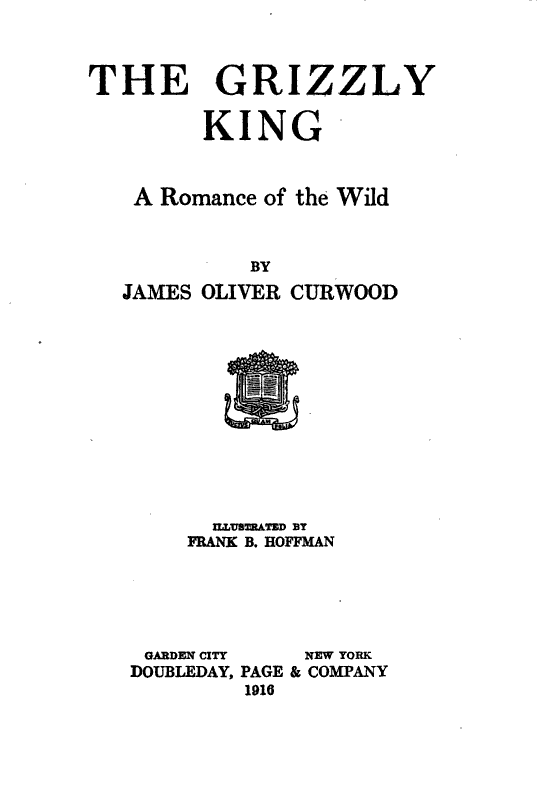
Portada de The Grizzly King ("El rey oso"), una de las mejores novelas de James Curwood y adaptada, como otras muchas, al cine

Era el más pequeño de cuatro hermanos y en su rama materna parece ser que tuvo por abuela a una princesa india mohawk. Su padre era cordonero y James empezó a escribir sus primeras historias a los nueve años; recibió una escolarización irregular por su frecuente absentismo. El 23 de noviembre de 1894 el diario local The Argus le publicó un cuento y el mismo año recorrió el sur de los Estados Unidos en bicicleta. Pasó con éxito el examen de ingreso a la Universidad de Míchigan en 1898 y allí estudió periodismo, pero dejó los estudios a los dos años para ingresar en el Detroit News Tribune; fue despedido a los seis meses. Entonces trabajó para una empresa farmacéutica. Desposó a Cora Leon Johnson y volvió a ser contratado por el Detroit News Tribune en 1902. Allí estuvo cinco años ocupando distintos puestos hasta llegar a ser redactor jefe. Se divorció de su mujer en 1908.
En 1906 había decidido consagrarse a la literatura, pero su trabajo periodístico le impedía dedicarse a fondo a esta tarea, por lo que dimitió de su empleo en 1907. Bobbs-Merrill publicó su primera novela (The Courage of Captain Plum), en 1908, y el mismo año una segunda (The Wolf Hunters) donde narra las aventuras del trapero Roderick y su guía indio Mukoki, aventuras que continuaron con The Gold Hunters, 1909.
Pasaba largas vacaciones en la Bahía de Hudson y comenzó a escribir sobre esta región. Y el gobierno canadiense, notando la popularidad de sus escritos, le encargó explorar las provincias del noroeste de Canadá con la intención de atraer nuevos colonos a esta parte del país. Fue el único estadounidense contratado por el gobierno de Canadá a la vez como explorador y escritor.
Se volvió a casar en 1909 con Ethel Greenwood, de la que tuvo un hijo, James Curwood Junior. Durante los dieciocho años siguientes pasó más de seis meses al año en el norte de Canadá en una cabaña nutriéndose de lo que él mismo cazaba y pescaba. Publicó su novela más conocida, Kazan, en 1914, seguida de Bari, perro lobo, en 1917. Tenía por hábito escribir en bosques o cabañas construidas por él mismo en su casa o en su estudio, una réplica de un castillo normando a la que llamó «Curwood Castle», hoy convertido en museo. En 1927 fue mordido por una araña en Florida y una fuerte reacción alérgica seguida de una septicemia lo mató con apenas 49 años en su casa de Williams Street en Owosso. Su mujer se mudó a California y su autobiografía inacabada se publicó póstuma con el título de El hijo de los bosques
Imbuido de la admiración hacia su compatriota y coetáneo el novelista Jack London y especializado como él en el género de la novela de aventuras, en cierto modo se constituyó en su continuador y discípulo cuando este se suicidó. Sin embargo, al contrario que su maestro, su visión no es pesimista y cuidó más el estilo literario. Por otra parte, habiendo sido un gran cazador en su juventud, evolucionó hacia una postura radicalmente defensora de la conservación de la naturaleza y militó en la protección del entorno y la limitación de la caza, de forma que fue nombrado miembro de la Comisión de conservación de Míchigan en 1926. Explicó su cambio de actitud en el prefacio de su novela The Grizzly king, llevada al cine por Jean-Jacques Annaud:
«Este segundo libro sobre la naturaleza es de alguna forma una confesión que ofrezco al público, una confesión y una esperanza. La confesión es la de que durante unos años he cazado y matado antes de aprender que la naturaleza salvaje ofrece un deporte mucho más excitante que la masacre; la esperanza es la de que lo que haya escrito pueda hacer sentir y comprender a otros que la mayor emoción de la caza no es el acto de matar, sino el de dejar vivir».
Es preciso notar que la secuencia final del perdón del oso al cazador es auténtica; la narra en su autobiografía.

## Adaptaciones cinematográficas
Su obra dio motivo a numerosísimas adaptaciones cinematográficas, entre las cuales pueden citarse The Trail Beyond (1934), God's Country and the Woman (1937), The Wolf Hunters (1949) y últimamente El oso (1988) por el director francés Jean-Jacques Annaud.

## Algunas obras
- The Courage of Captain Plum, ("El valor del Capitán Plum"), 1908.
- The Wolf Hunters. A Tale of Adventure in the Wilderness ("Los cazadores de lobos"), 1908.
- The Gold Hunters, ("Los buscadores de oro"), 1909.
- The Valley of Silent Men, ("El valle de los hombres silenciosos") 1911.
- Kazan, 1914.
- The Grizzly King, ("El oso"), 1917, llevada al cine en 1988 por el director francés Jean-Jacques Annaud.
- The River's End, ("El final del río"), 1919
- The Flaming Forest, ("El bosque en llamas"), 1921.
- The Black Hunter, ("El cazador negro") 1926.
- The hunted woman, ("La mujer acorralada")